# Festival RTP da Canção 1986
El XXIII Festival RTP da Canção se celebró el 22 de marzo de 1986 en los estudios de Rádio e Televisão de Portugal en Lisboa, presentado por Henrique Mendes y Maria Helena Fialho Gouveia que ya presentaron la primera edición del concurso en 1964.
Mendes y Fialho Gouveia introdujeron e hicieron breves comentarios en las canciones, que fueron grabados previamente para la televisión. Cada región de televisión en Portugal (Ponta Delgada, Funchal, Oporto y Lisboa) enviaron tres canciones al festival. Un jurado de "expertos" decidió el ganador, y sólo la posición de las tres primeras canciones se hizo pública, habiendo un empate en la segunda posición.
Ganó una de las canciones enviadas desde Lisboa, Não sejas mau para mim, cantada por Dora y compuesta por Guilherme Inês, Zé Da Ponte, y Luís Manuel de Oliveira Fernandes. 

## Final nacional
| Número | Artista                        | Canción                           | Posición |
| ------ | ------------------------------ | --------------------------------- | -------- |
| 1      | Grupo Rimanço                  | "No vapor da madrugada"           | 2        |
| 2      | Carlos Alberto Moniz & A Banda | "Canção para José da Lata"        | --       |
| 3      | Luís Bettencourt               | "Cais de encontro"                | --       |
| 4      | Luís Filipe                    | "Tango da meia-noite"             | --       |
| 5      | Paulo Ferraz                   | "Um amor, uma ilha"               | --       |
| 6      | Sérgio Borges                  | "Quebrar a distância"             | --       |
| 7      | Né Ladeiras                    | "Dessa juras que se fazem (Jura)" | --       |
| 8      | Trabalhadores do Comércio      | "Tigres de bengala"               | 2        |
| 9      | Gabriela Schaaf                | "Cinzas e mel"                    | --       |
| 10     | Lara Li                        | "Rápidamente"                     | --       |
| 11     | Dora                           | "Não sejas mau para mim"          | 1        |
| 12     | Fá                             | "Uma balada de amor"              | --       |

## Portugal en Eurovisión 1986
Dora fue la vigésima y última en actuar en el festival, después de Finlandia. La canción recibió 28 puntos, quedando en el puesto 14 de 20 países. A pesar de su baja posición, fue la mejor posición de Portugal entre 1985 y 1991.